# Canasta de fuego

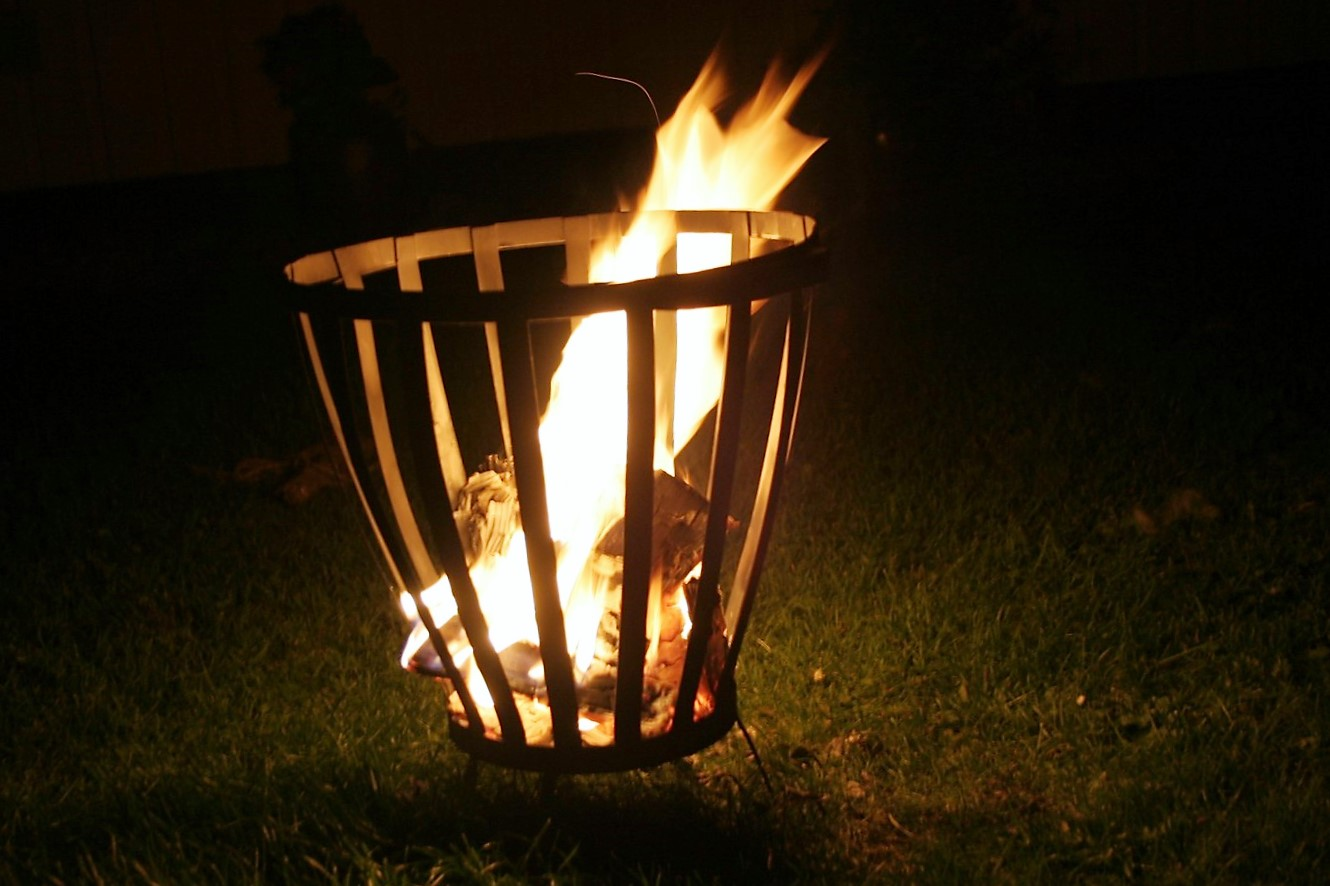
Canasta de fuego.

Un canasta de fuego es un cesto de hierro en el que se puede quemar leña para hacer una hoguera. Las canastas de fuego se utilizan desde la antigüedad principalmente para iluminar y calentar habitaciones. Hoy en día, se utilizan con mayor frecuencia en una zona de jardín al aire libre como calentador de patio o parrilla para exteriores. La canasta de fuego se utiliza principalmente para contener leña u otro combustible y está destinada a ofrecer protección contra incendios.
La cesta en sí consiste en un recipiente de acero o hierro resistente al calor con paredes laterales altas salpicadas de grandes aberturas en forma de malla o rejilla, con un recipiente debajo para recoger las cenizas.
Una canasta de fuego es similar a un brasero y, a menudo, se utiliza no sólo como fuente de calor sino también para cocinar o asar alimentos.

## Antecedentes

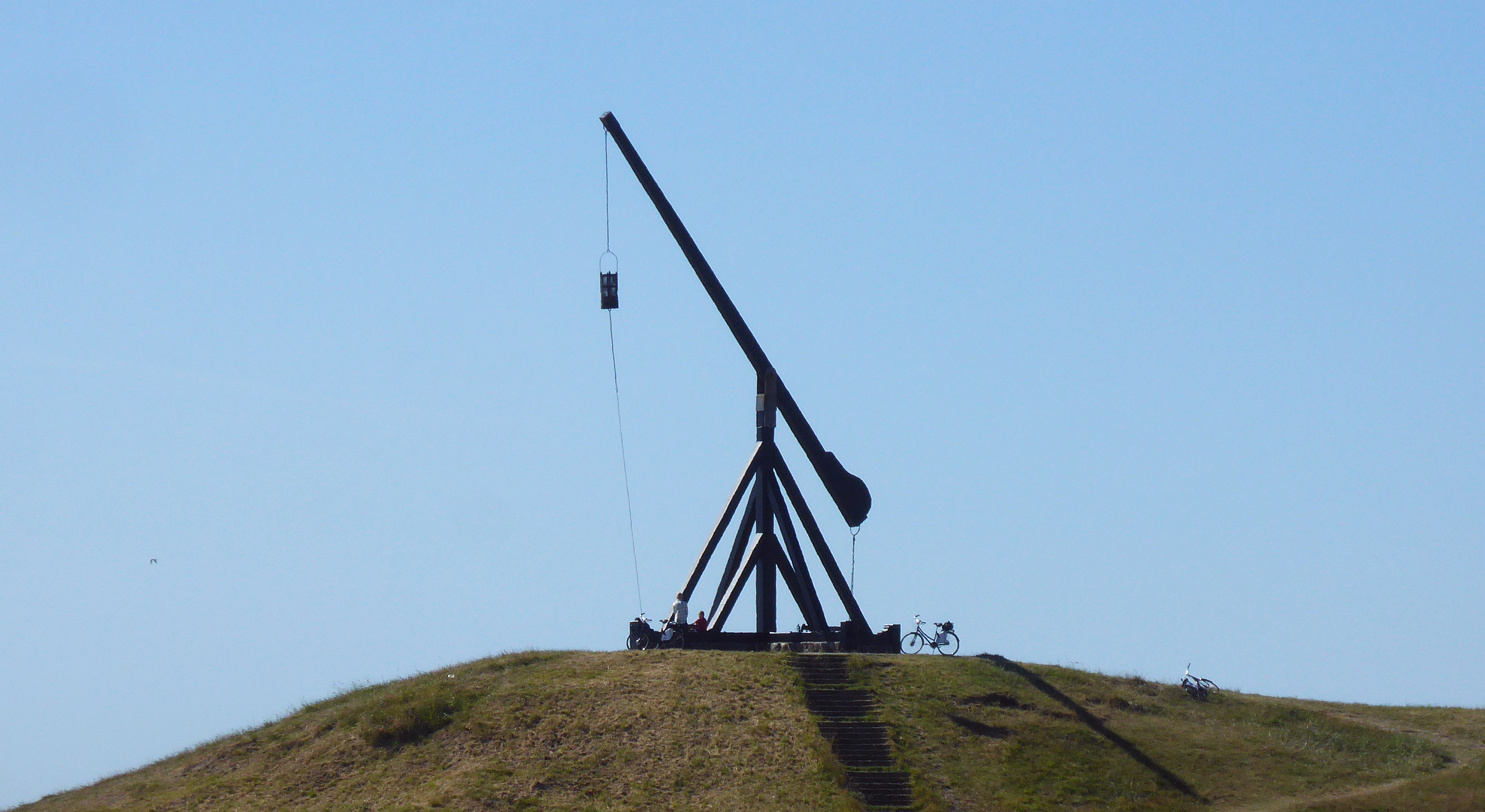
Luz de palanca de Skagen en Skagen: de 1627 a 1747 se levantaban canastas de fuego con un brazo de palanca.

Durante la Edad Media se utilizaban canastas de fuego llenas de azufre para repeler la peste negra.
Además de sus funciones de iluminación y calefacción, las canastas de fuego tienen una amplia variedad de usos. Antes de las trituradoras de documentos, la canasta de fuego se utilizaba ampliamente para quemar documentos secretos, y las canastas de fuego se encuentran con mayor frecuencia en un jardín para obtener calor y luz. La baliza situada en lo alto del castillo de Altenburg en Bamberg servía para comunicar con el vecino castillo de Giechburg.
Históricamente, las canastas de fuego se utilizaban en los faros, como el Faro Blanco de Skagen, como faro. En el siglo XVI, Federico II ordenó la construcción de balizas en Skagen, Anholt y el faro de Kullen para marcar la ruta principal a través de aguas danesas desde el Mar del Norte hasta el Báltico. Estas «luces basculantes» o «linternas basculantes» (en danés: vippefyr) eran cestas para el fuego colgadas de una basculante. En Skagen, el vippefyr actual es una reproducción del original, que data de 1626.

## Heráldica
Una canasta de fuego es una figura heráldica poco común en heráldica. Otro nombre en Alemania es «cesta de brea», o «cesta de paja».
Se distingue entre dos representaciones: en el escudo y/o en el escudo superior sólo se muestra la cesta para el fuego vacía o la cesta con llamas ardiendo. Se utilizan todos los colores heráldicos, pero el negro y los metales son los más utilizados. Las llamas son en su mayoría rojas. Las variaciones y las formas y posiciones especiales deben mencionarse en la descripción del escudo de armas. La ciudad de Becherbach utiliza en su escudo de armas la cesta de fuego, procedente de los términos brea y cesta.
Un berrente es una canasta para el fuego colocada sobre un poste.

Canasta de fuego del escudo de armas de la comunidad alemana de Becherbach.
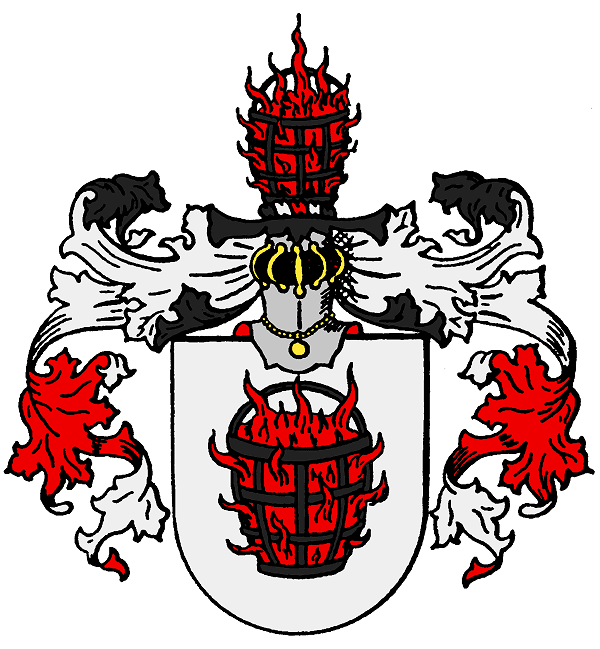
Escudo de armas de la familia noble prusiana Proeck.
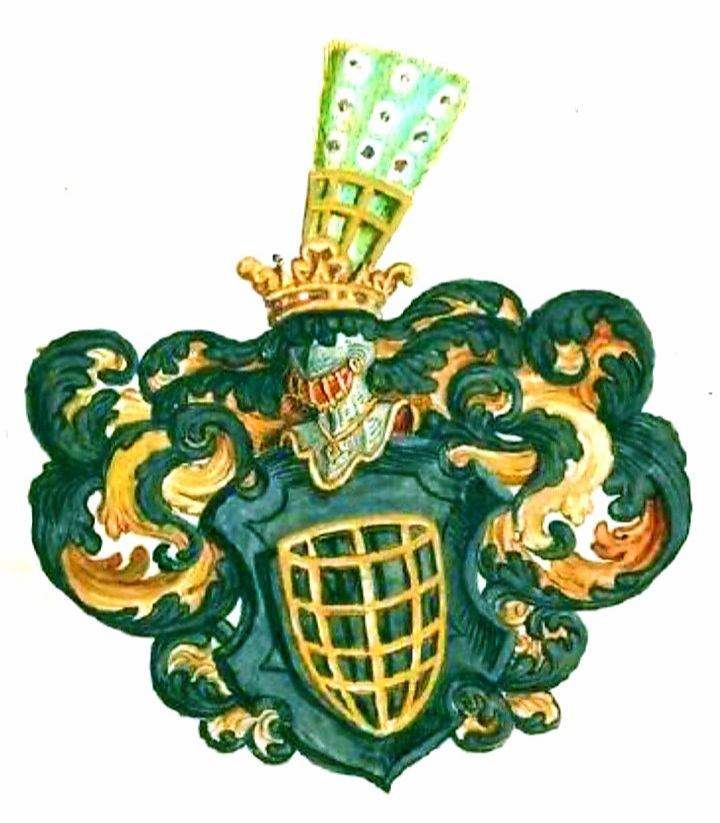
La familia Seuter de Württemberg llevaban una canasta de oro en su escudo y el escudo de armas superior.
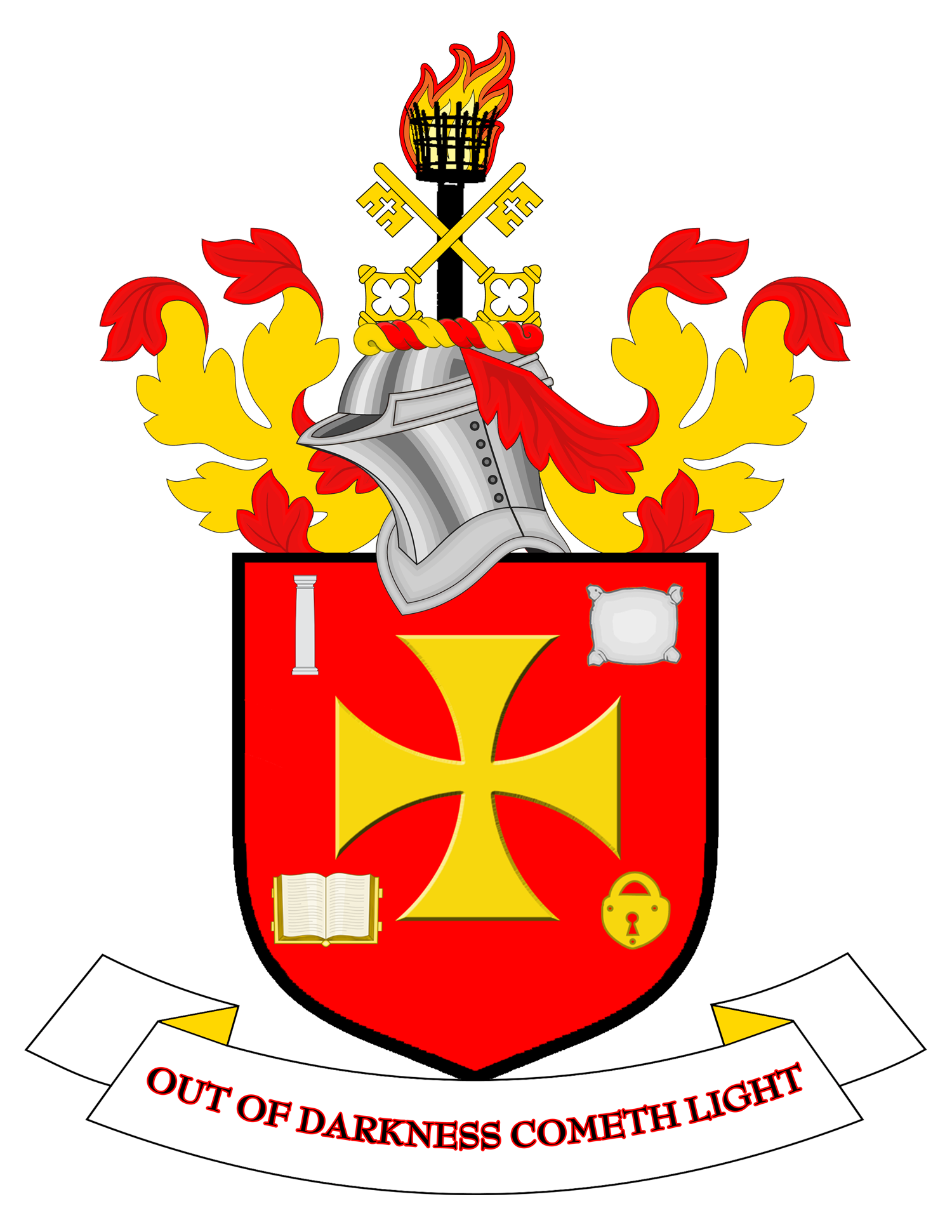
Escudo de armas del Ayuntamiento de Wolverhampton con una canasta de fuego con tallos en la cimera.

## Galería

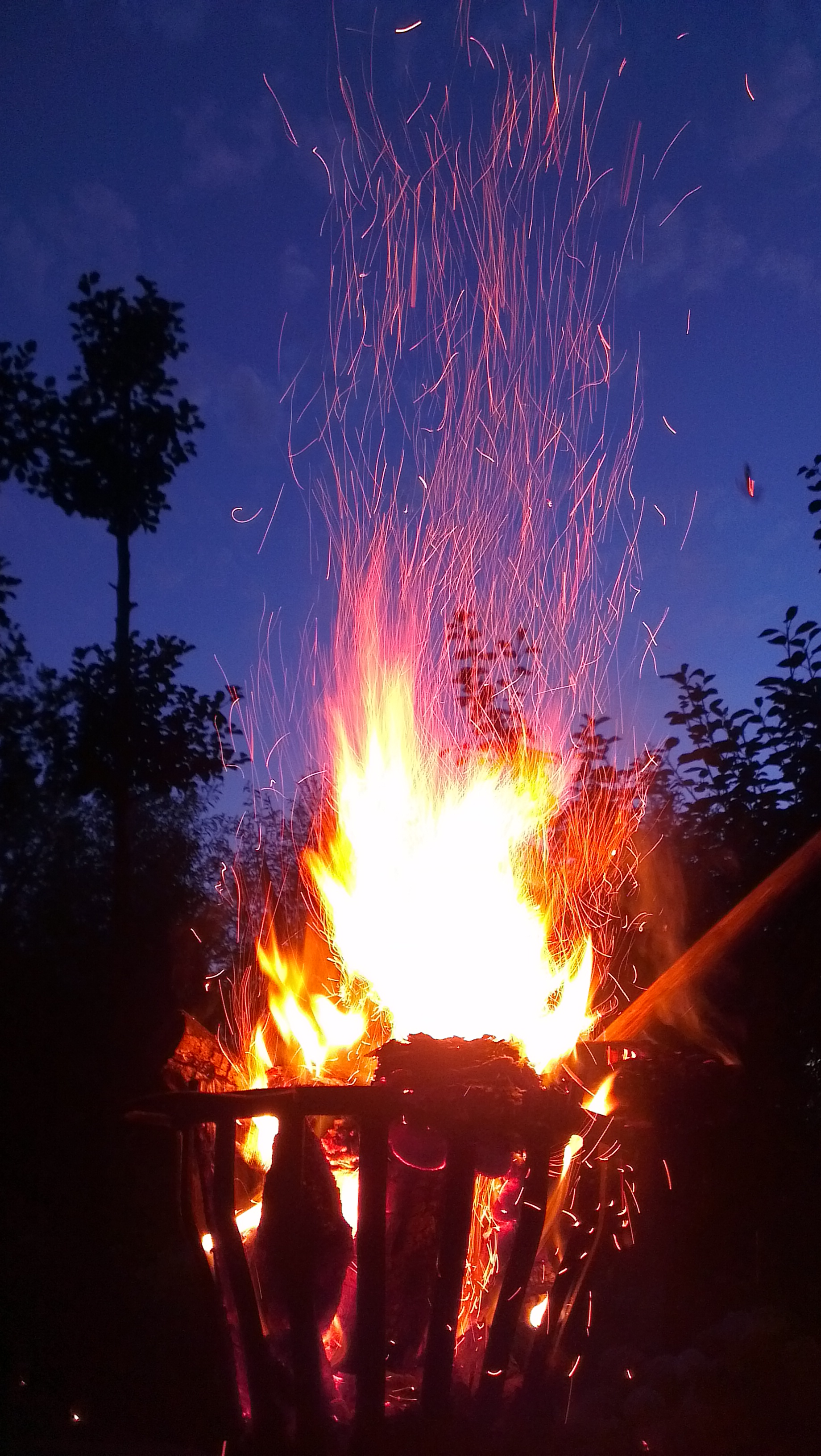
Un fuego en una canasta.
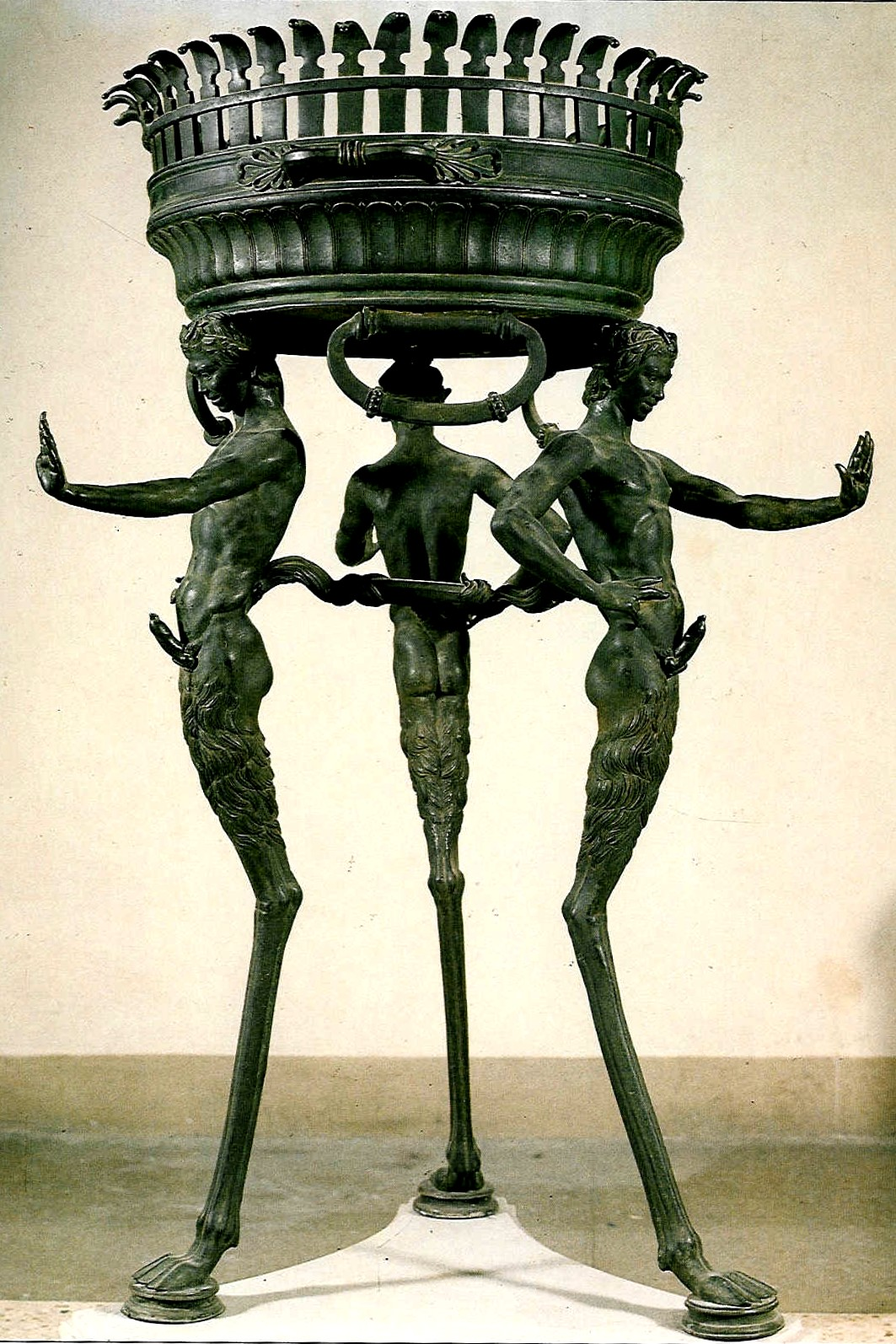
Una canasta de fuego de Pompeya.
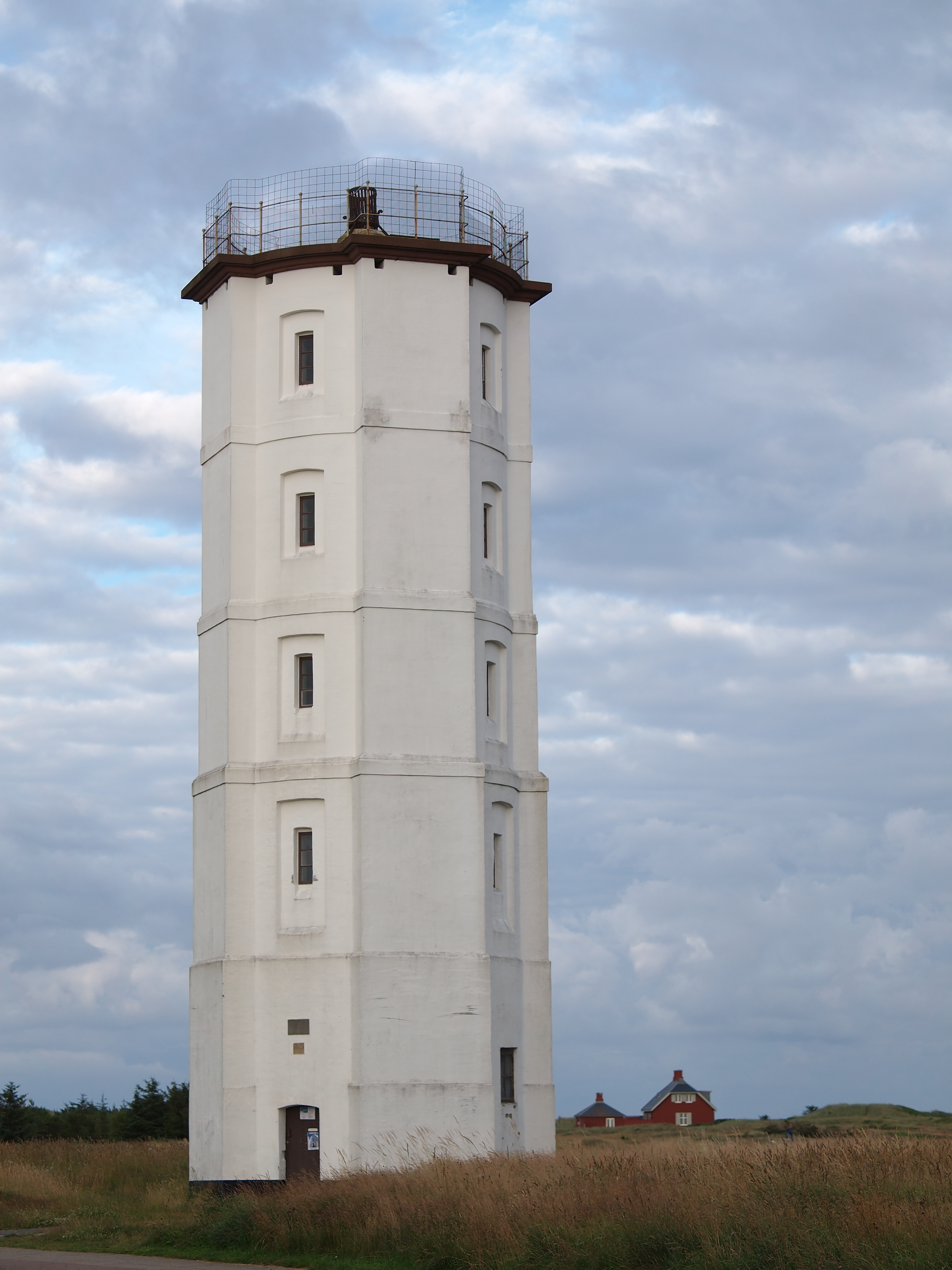
El Faro Blanco de Skagen retirado en Skagen, Judland del Norte, Dinamarca. En el techo se encuentra la canasta de fuego que alguna vez se usó como faro.